# Nội tiết tố tăng trưởng
Nội tiết tố tăng trưởng / hormone tăng trưởng, còn được gọi là somatotropin (hay nội tiết tố tăng trưởng con người trong dạng con người của nó), là một nội tiết tố peptit kích thích tăng trưởng, sinh sản tế bào và tái tạo tế bào ở con người và các động vật khác. Do đó nó quan trọng trong phát triển con người. Nó là một loại mitogen mà chỉ cụ thể cho một số loại tế bào nhất định. Nội tiết tố tăng trưởng là một axit amino 191, đơn chuỗi polypeptit được tổng hợp, lưu trữ, và tiết ra bởi các tế bào somatotropic trong cánh bên của tuyến thùy trước tuyến yên.
Nội tiết tố tăng trưởng là một nội tiết tố stress làm tăng nồng độ glucose và axít béo tự do. Nó cũng kích thích sản xuất IGF-1.
Một hình thức tái tổ hợp của nội tiết tố tăng trưởng gọi là somatropin (INN) được sử dụng như một loại thuốc theo toa để điều trị cho trẻ em rối loạn tăng trưởng và thiếu hụt nội tiết tố tăng trưởng. Tại Hoa Kỳ, nội tiết tố này chỉ được các nhà thuốc cung cấp một cách hợp pháp theo toa của bác sĩ. Trong những năm gần đây ở Hoa Kỳ, một số bác sĩ đã bắt đầu kê toa nội tiết tố tăng trưởng người cho các bệnh nhân lớn tuổi hơn thiếu nội tiết tố tăng trưởng (nhưng không phải trên những người khỏe mạnh) để tăng cường sức sống. Trong khi tính pháp lý, hiệu quả và tính an toàn của việc sử dụng này cho nội tiết tố tăng trưởng người đã không được thử nghiệm trong một thử nghiệm lâm sàng. Tại thời điểm này, nội tiết tố tăng trưởng người vẫn được coi là một hormone rất phức tạp, và nhiều chức năng của nó vẫn chưa được biết.
Trong vai trò của nó như là một tác nhân đồng hóa, nội tiết tố tăng trưởng người đã được sử dụng bởi các vận động viên thi đấu trong thể thao ít nhất là từ năm 1982, và đã bị cấm bởi Ủy ban Olympic quốc tế IOC và Hiệp hội điền kinh NCAA. Phân tích nước tiểu truyền thống không phát hiện doping với nội tiết tố tăng trưởng người, do lệnh cấm là không thể thực thi cho đến đầu những năm 2000, khi các xét nghiệm máu có thể phân biệt giữa nội tiết tố tăng trưởng người tự nhiên và nhân tạo đã bắt đầu được phát triển. Xét nghiệm máu được thực hiện bởi WADA tại Thế vận hội Olympic 2004 tại Athens, Hy Lạp mục tiêu chủ yếu nội tiết tố tăng trưởng người. Sử dụng thuốc này để nâng cao hiệu suất trình diễn hiện tại không được FDA chấp thuận.
Nội tiết tố tăng trưởng đã được nghiên cứu để sử dụng trong chăn nuôi hiệu quả hơn trong ngành nông nghiệp và một số nỗ lực đã được thực hiện để có được sự chấp thuận của chính phủ để sử dụng GH trong chăn nuôi. Những sử dụng đã được tranh cãi. Tại Hoa Kỳ, nội tiết tố tăng trưởng du nhất được FDA phê chuẩn sử dụng cho gia súc là việc sử dụng một hình thức cụ thể của nội tiết tố tăng trưởng được gọi là somatotropin bò tăng sản lượng sữa ở bò sữa. Các nhà bán lẻ được phép dán nhãn trên hộp đựng sữa sản xuất có hoặc không có somatotropin bò.

## Điều tiết
Sự bài tiết hormone tăng trưởng (GH) tại tuyến yên được điều chỉnh bởi các nhân thần kinh tiết hormone của vùng dưới đồi. Những tế bào này tiết ra các peptide hormone, bao gồm hormone giải phóng hormone tăng trưởng (GHRH hoặc somatoliberin) và hormone ức chế hormone tăng trưởng (GHIH hoặc somatostatin) vào dòng máu cổng tuyến yên, bao quanh tuyến yên. Sự giải phóng hormone tăng trưởng tại tuyến yên chủ yếu được quyết định bởi sự cân bằng của hai peptide này, mà, đến lượt nó, bị ảnh hưởng bởi nhiều yếu tố kích thích sinh lý (ví dụ, tập thể dục, dinh dưỡng, giấc ngủ) và các chất ức chế (ví dụ, axit béo tự do) của sự bài tiết hormone tăng trưởng.
Các tế bào somatotrope ở thùy trước của tuyến yên tổng hợp và bài tiết hormone tăng trưởng một cách nhịp nhàng để đáp ứng với các kích thích xuất phát từ vùng dưới đồi. Đỉnh cao nhất và dễ đoán nhất của hormone tăng trưởng xuất hiện khoảng một giờ sau khi ngủ, khi mức hormone trong huyết tương nằm trong khoảng từ 13 đến 72 ng/ml. Sự bài tiết tối đa của hormone tăng trưởng có thể xảy ra trong vài phút sau khi bắt đầu giấc ngủ sóng chậm (giai đoạn III hoặc IV). Ngoài ra, có các dao động lớn tùy thuộc vào từng ngày và từng người. Gần 50% sự bài tiết hormone tăng trưởng diễn ra trong giai đoạn thứ ba và thứ tư của giấc ngủ sóng chậm. Các đỉnh bài tiết trong ngày xảy ra với khoảng cách từ 3 đến 5 giờ. Nồng độ hormone tăng trưởng trong huyết tương trong các đỉnh này có thể dao động từ 5 đến 45 ng/ml. Giữa các đỉnh, nồng độ hormone tăng trưởng trong huyết tương thấp, thường dưới 5 ng/ml trong suốt phần lớn thời gian của ngày và đêm.
Đã biết rằng sự bài tiết hormone tăng trưởng bị ảnh hưởng bởi nhiều yếu tố như độ tuổi, giới tính, chế độ ăn uống, hoạt động thể chất, căng thẳng và các hormone khác. Ở thanh thiếu niên, mức hormone tăng trưởng là khoảng 700 mcg mỗi ngày, còn ở người trưởng thành khỏe mạnh là khoảng 400 mcg mỗi ngày. Thiếu ngủ thường ức chế sự sản xuất hormone tăng trưởng, đặc biệt là ở người lớn trẻ.